# Karl Höner
Karl Heinrich Wilhelm Höner (* 28. November 1877 in Gadderbaum (Stadtteil von Bielefeld); † 15. April 1969 in Hofgeismar) war ein deutscher Widerstandskämpfer, Landrat und Abgeordneter des Provinziallandtages der Provinz Hessen-Nassau.

## Leben
Karl Heinrich Wilhelm Höner war der Sohn des Landarbeiters Hermann Heinrich Höner und dessen Gemahlin Johanne Wendt. Nach seiner Schulausbildung absolvierte er eine Lehre als Buchdrucker. 1913 zog er von Düsseldorf nach Hofgeismar, wo er Stadtverordneter wurde und von 1925 bis 1933 Vorsitzender der SPD-Fraktion war.
In den Jahren 1919 bis 1925 hatte er ein Mandat für den Kurhessischen Kommunallandtag des Regierungsbezirks Kassel, aus dessen Mitte er zum Abgeordneten des Provinziallandtages der Provinz Hessen-Nassau bestimmt wurde.
Am 22. August 1944 wurde Höner im Rahmen der Aktion Gitter – Massenverhaftungen durch die Gestapo nach dem Attentat vom 20. Juli 1944 – festgenommen und ins Gestapo-Gefängnis Kassel gebracht. Nach seiner Inhaftierung im Gefängnis in Wehlheiden kam er in das KZ Sachsenhausen. Hier wurde er am 25. Oktober 1944 entlassen. 1945 setzten ihn die Alliierten als Landrat des Landkreises Hofgeismar ein. In dieser Funktion blieb er bis 1948.